# Windover (Archäologische Fundstelle)
Koordinaten: 28° 32′ 19″ N, 80° 50′ 36″ W
Windover (auch Windover Bog oder Windover archaeological site) ist ein archäologischer Fundplatz in der Nähe von Cape Canaveral bei Titusville im Osten Floridas. In dem nahe der Atlantikküste gelegenen Sumpf wurden 1982 die Überreste von 168 Moorleichen aus dem 6. Jahrtausend v. Chr. gefunden. Das Windover Bog zählt damit zu den bedeutendsten archäologischen Moorfundkomplexen. Er stellt mit den Fundplätzen Bay West, Republic Groves und Little Salt Spring einen von nur vier in Nordamerika bekannten Bestattungsplätzen in Teichen, sogenannten bog burials, dar. Teile der Funde werden im Brevard Museum of History and Natural Science in Cocoa gezeigt.

## Fundplatz

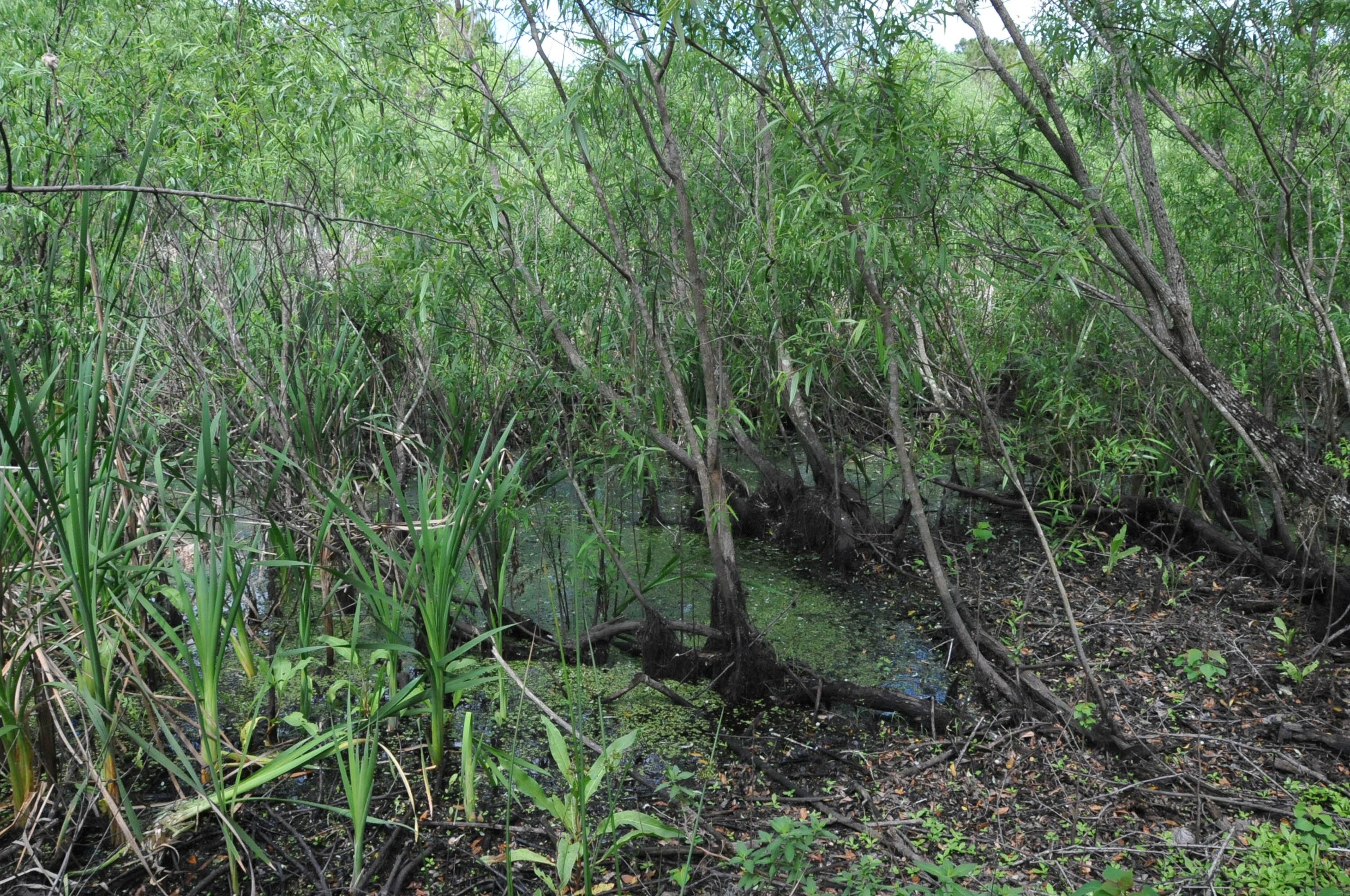
Reste des ehemaligen Sumpfes an der Fundstelle

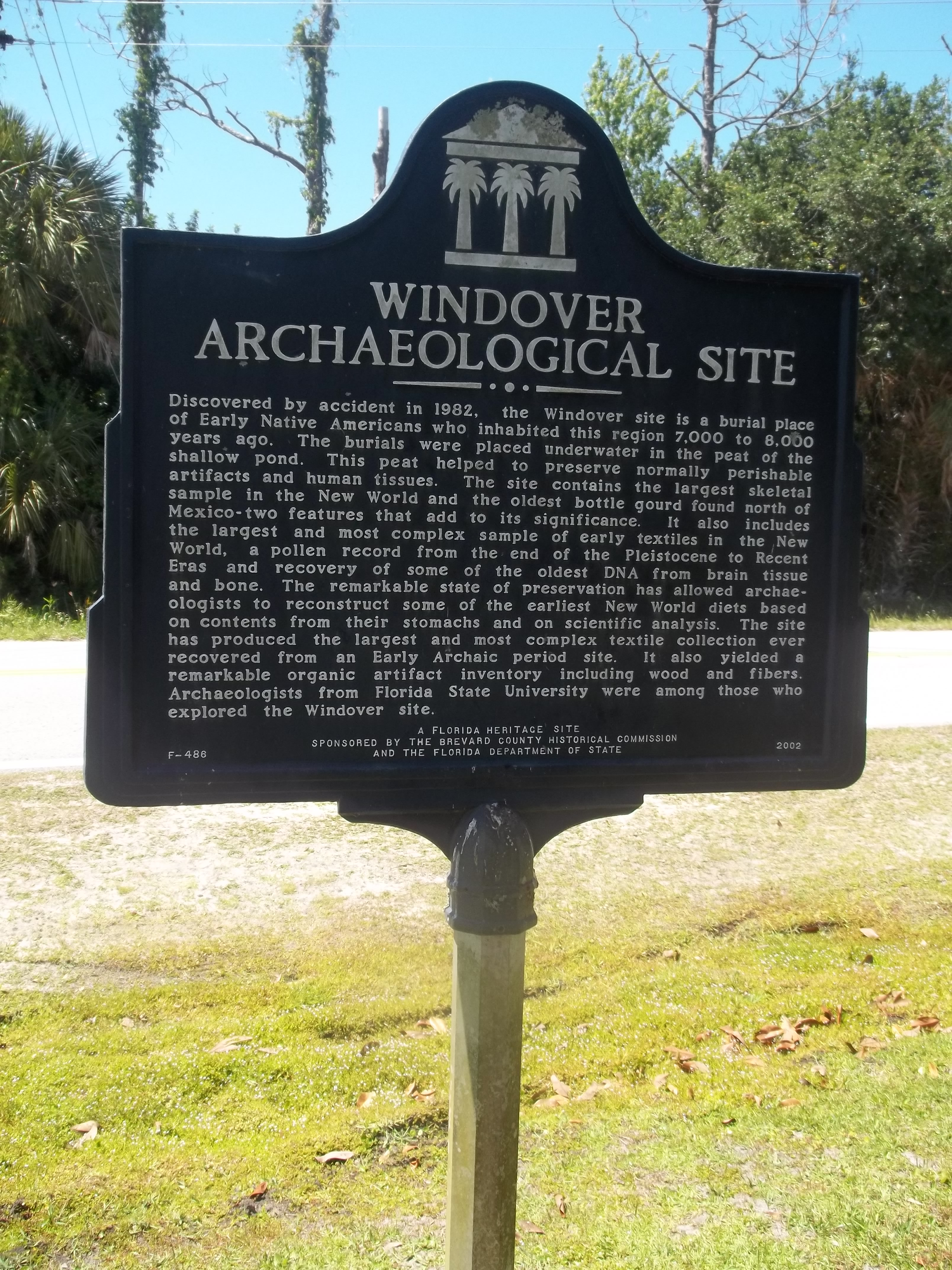
Informationstafel an der Fundstelle

Der Fundplatz wurde im Jahre 1982 beim Bau einer Straße entdeckt, die den 5400 m² großen Sumpf in Richtung Neubaugebiet Windover Farms durchqueren sollte. Ein Baggerfahrer bemerkte mehrere Schädel in der Schaufel seiner Maschine. Der herbeigerufene Sheriff und der Gerichtsmediziner stellten fest, dass es sich um historische Bestattungen handelte. Die Bauträger Jack Eckerd und Jim Swann ließen die Bauarbeiten am Gewässer einstellen und zogen Archäologen hinzu. Sie änderten ihre Baupläne, um den Fundplatz zu erhalten, finanzierten die erste Radiokohlenstoffdatierung (14C-Datierung) und spendeten zusätzlich 60.000 US-Dollar für eine Pumpenanlage, um das Gewässer für die Ausgrabungen trockenzulegen.
Im Jahre 1984 war die Finanzierung der Ausgrabung gesichert. Es folgten drei Grabungskampagnen in den Jahren 1984, 1985 und 1986 unter der Leitung von Glen Doran und David Dickel. Da sich der Grund des Sumpfes zwischen ein und drei Meter tief unter der heutigen Wasseroberfläche befand, wurde mit einem Ring von 160 Brunnen rund um den Sumpf der Grundwasserspiegel abgesenkt, um die Ausgrabungen im Torf bis zu fünf Metern Tiefe zu ermöglichen. Die Bestattungen traten in etwa 1,80 Meter unterhalb des Torfgrundes auf. Etwa die Hälfte des Sumpfes wurde ergraben, der Rest wurde für künftige Forschungen ungestört belassen.
Im April 1987 wurde die Stätte in das National Register of Historic Places („Nationales Verzeichnis historischer Orte“; NRHP) eingetragen. Im folgenden Monat erhielt sie den Status eines National Historic Landmarks („Nationales historisches Wahrzeichen“) zuerkannt.

## Befunde
In vorgeschichtlicher Zeit befand sich an dieser Stelle ein offener See, den archaische Indianer als Bestattungsplatz nutzten, indem sie die Verstorbenen auf dem Grund des Sees mit Stöcken fixierten und den Platz durch Pfähle markierten. Die Beisetzungen fanden saisonal im Sommer und Frühherbst statt, wenn der See Niedrigwasser führte. Durch Verlandung und Sauerstoffabschluss wurden die im weichen Schlamm deponierten Leichen weitgehend erhalten. Die Ausgrabungen erbrachten die Überreste von 168 Männern, Frauen und Kindern. Bei einem Teil der Bestatteten waren die Gebeine verlagert, wohingegen die Skelette von etwa 110 Bestattungen ungestört und noch im anatomisch korrekten Verband vorlagen. Die meisten Bestatteten wurden in hockender Haltung auf der linken Seite liegend, mit dem Kopf in Richtung Westen und mit Blick in Richtung Norden niedergelegt, nur zwei Tote wurden in gestreckter Lage beigesetzt, darunter eine etwa 35-jährige Frau in Bauchlage. Bei einigen Bestattungen konnten Textilien wie Tücher oder geflochtene Matten aus Grashalmen nachgewiesen werden, in die die Verstorbenen eingewickelt waren. Insgesamt konnte kein signifikanter Unterschied zwischen den Geschlechtern und Altersgruppen festgestellt werden. Die 1982 durchgeführte Radiokohlenstoffdatierung (14C-Datierung) an zwei Knochen aus dem Fundgut ergab 7320 und 7210 Jahre BP; dies entspricht etwa 5340 und 5230 v. Chr. Der Bestattungsplatz war über mehr als tausend Jahre in Gebrauch. Das Schichtenprofil des Windoverteiches weist fünf Horizonte auf, die zwischen 10160 ± 120 Jahre BP und 4790 ± 100 Jahre BP datieren. Die Grablegungen treten im mittleren Horizont auf.
Ein zugehöriger Lager- oder Siedlungsplatz konnte bislang nicht nachgewiesen werden. Auch ein weiterer Bestattungsplatz der Windover-Leute für die Jahreshälfte, in der Beisetzungen im See nicht möglich waren, blieb bislang noch unentdeckt.

### Menschliche Überreste
Die gefundenen Überreste setzen sich aus Männern und Frauen aller Altersgruppen bis 60 Jahre zusammen, wobei ein hoher Kinderanteil vertreten ist. Die Gruppe der Kleinkinder und Jugendlichen bildete mit 39 % die größte Gruppe unter den Bestatteten. Die nächsthöhere Sterberate wies die Gruppe der über 40-Jährigen auf. Die mittlere Lebenserwartung der Bestatteten lag bei 27,5 Jahren. Die Männer hatten eine durchschnittliche Körpergröße von 1,60 Metern, die Frauen wiesen im Durchschnitt etwa 1,50 Meter Größe auf. Die forensischen Untersuchungen der Skelette zeigten Anzeichen von Krankheiten und verheilten Wunden. Untersuchungen zeigten das Vorkommen von cribra orbitalia. In acht Fällen konnte eine schwere Anämie nachgewiesen werden. Die Knochen vieler Kinder zeigten durch schwere Krankheiten oder Unterernährung verursachte Wachstumsstörungen (Harris-Linien), und ältere Frauen litten regelhaft an deutlicher Osteoporose. Erwachsene beiderlei Geschlechts zeigten ein hohes Vorkommen von Osteoarthritis als weit verbreitetes Leiden der Menschen. Einige Skelette hatten Wundmale, die auf die wahrscheinliche Todesursache zurückzuführen sind. Bei einem Mann steckte eine knöcherne Speerspitze im Becken ohne Anzeichen einer Verheilung. Fünf Individuen, darunter auch Kinder, hatten schwere Schädel-Frakturen und teilweise Verletzungen der Unterarme aufgrund von Abwehrbewegungen; bei einem Mann waren die Verletzungen prämortal, noch zu Lebzeiten verheilt. Insgesamt ergibt sich jedoch das Bild einer nicht kriegerischen Gesellschaft.
Bestattete Kinder und Jugendliche wurden mit einer deutlich größeren Anzahl an Grabbeigaben bestattet als Erwachsene. Fünf der untersuchten Skelette wiesen Anzeichen für Spina bifida auf. Das Skelett eines an Spina bifida aperta (offener Wirbelspalt) leidenden Jungen wies äußerst zerbrechliche Knochen auf. Ihm fehlte ein Fuß, und am Stumpf seines Unterschenkels waren Verheilungsspuren sichtbar. Der Zustand seiner Wirbelsäule lässt darauf schließen, dass der Junge unterhalb seiner Taille gelähmt war. Diese schweren Behinderungen erforderten ein enormes gesellschaftliches Engagement der Jäger-und-Sammler-Gemeinschaft, um sein Überleben bis in das Alter von 15 Jahren zu ermöglichen.
Ende 1984 wurden in vielen zur Untersuchung geöffneten Schädeln Klumpen einer fettigen, bräunlichen Substanz entdeckt, die ein Archäologe eher zufällig als Hirngewebe identifizierte, nachdem ihm eine Probe davon auf den Fußboden gefallen war. Untersuchungen an intakten Schädeln durch Röntgen, Computertomographie und Magnetresonanztomographie (MRT) bestätigten die Vermutung, und es gelang, erkennbare Hirnstrukturen darzustellen. Darüber hinaus konnten Zellstrukturen unter dem Mikroskop sichtbar gemacht werden. Bei insgesamt 91 der geborgenen Leichen waren noch Reste von Hirngewebe nachweisbar, das auf etwa ein Drittel seiner ursprünglichen Größe geschrumpft war. Der Erhaltungszustand dieses Gewebes deutet darauf hin, dass die Verstorbenen innerhalb von 24 bis 48 Stunden nach ihrem Tode beigesetzt wurden. Von diesen ältesten bisher erhaltenen Hirngeweben konnten DNA-Proben gewonnen werden, deren erste Ergebnisse keine Verwandtschaft mit den heutigen Ureinwohnern Nordamerikas zeigen.
In den Verdauungstrakten vieler Verstorbener waren Überreste ihrer letzten Mahlzeiten erhalten. Zu diesen Speiseresten gehörten Samen von wilden Trauben, Holunder und große Mengen Früchte von Opuntia ficus-indica. Möglicherweise ist der Tod der bereits genannten 35-jährigen, in Bauchlage bestatteten Frau auf eine Vergiftung durch den übermäßigen Verzehr von Holunderbeeren zurückzuführen, was die etwa 3000 Holundersamen in ihrem gut erhaltenen Magen vermuten lassen. Die Gebisse der Menschen wiesen nur einen geringen Kariesbefall auf, jedoch waren Zähne bereits früh sehr stark abgenutzt.

### Beigaben
Bei Bestatteten aus Windover sind viele Beigaben erhalten, die mit den Toten im flachen Wasser niedergelegt wurden. Es konnten insgesamt 86 Textilien aus 37 Gräbern geborgen werden. Sieben Textilgewebe werden als mögliche Teile von Kleidung angesprochen. Dazu kommen weitere Gewebe, die als Teile von Taschen, Matten, Decken und Ponchos gedeutet werden. Zahlreiche andere Artefakte wie Atlatls (Speerschleudern) und Speerspitzen zeigen, dass die frühen Bewohner Tiere jagten und Pflanzen sammelten. Ein gefundener Flaschenkürbis zur Lagerung von Lebensmitteln ist der früheste Nachweis für pflanzliche Lagerbehälter aus Nordamerika. Weiterhin gehörten Weißwedelhirsche, Waschbären, Opossums, Vögel, Fische und Schalentiere zu den Nahrungslieferanten, wie Knochen und Muschelschalen in den Gräbern nahelegen. Weitere Objekte sind verzierte Geweih- und Knochengeräte.
Alle Pflanzen, die mit den Bestattungen im Zusammenhang stehen, reifen im Juli bis Oktober, was als Beleg für eine saisonale Nutzung des Bestattungsplatzes gewertet wird.